# Lễ đăng quang của Napoléon
Lễ đăng quang của Napoléon (tiếng Pháp: Le Sacre de Napoléon) là một bức tranh của Jacques-Louis David, họa sĩ chính thức của Napoléon Bonaparte, hoàn thành năm 1807. Tác phẩm có kích thước rất lớn, dài gần 10 mét và cao hơn 6 mét, miêu tả buổi lễ lên ngôi hoàng đế của Napoléon Bonaparte, tổ chức tại Nhà thờ Đức Bà Paris ngày 2 tháng 12 năm 1804.
Napoléon Bonaparte đã yêu cầu thực hiện tác phẩm này vào tháng 9 năm 1804 với tên chính thức Lễ lên ngôi của Hoàng đế Napoléon và lễ đăng quang của Hoàng hậu Josephine tại Nhà thờ Đức Bà Paris ngày 2 tháng 12 năm 1804. Jacques-Louis David bắt đầu vẽ vào ngày 21 tháng 12 năm 1805 trong nhà nguyện của trường Cluny, gần Sorbonne, khi đó được dùng làm xưởng vẽ. Với sự tham gia của Georges Rouget, học trò của David, bức họa hoàn thành vào tháng 11 năm 1807. Hiện nay, Lễ đăng quang của Napoléon được trưng bày tại Bảo tàng Louvre, Paris.